# Derek Daly
Derek Patrick Daly (Dublino, 11 marzo 1953) è un ex pilota automobilistico irlandese.

## Carriera
Fa il suo esordio su vetture turismo prima di emigrare verso la corse australiane. Tornato in Europa, fa la gavetta nelle serie minori britanniche vincendo anche un titolo inglese di Formula 3.
Nel 1978 si divide tra l'impegno in Formula 2 con la Chevron, con la quale si classifica 3º al Gran Premio di Enna nell'impegnativo autodromo di Pergusa, e quello in Formula 1 con la Hesketh. Nel corso del BRDC International Trophy è autore di una gara magnifica sotto la pioggia ma sarà costretto al ritiro per la perdita di uno pneumatico. Il resto della stagione nella massima serie sarà poco redditizio. Con la Hesketh non riuscirà mai a qualificarsi, passato poi all'Ensign le cose miglioreranno. Otterrà in Canada il primo punto della carriera.
Confermato con l'Ensign nei primi sette Gran Premi del 1979 non riuscirà a qualificarsi per ben 4 volte. A metà stagione passa alla Tyrrell, correndo tre Gran Premi, ma non ottenendo punti.
Anche nella stagione 1980 correrà con la Tyrrell acciuffando due quarti posti (Gran Premio d'Argentina e Gran Premio di Gran Bretagna). Questi risultati non gli saranno sufficienti per vedersi confermato nel 1981. Non resta però fuori dal circus. Corre infatti nella stagione 1981 con la March, senza risultati degni di nota.
Nel 1982 trova un ingaggio con la lenta Theodore. A inizio stagione però la Williams si trova senza un pilota a causa dell'abbandono di Carlos Reutemann. Daly passa alla scuderia di Frank Williams conquistando tre quinti posti e due sesti, contribuendo alla vittoria nel mondiale del suo compagno Keke Rosberg.
Abbandonata la massima serie motoristica passa al campionato Indy, senza però ottenere risultati degni di nota, pur correndo per diverse stagioni. Ora svolge l'attività di commentatore televisivo.
Suo figlio, Conor Daly, è anch'esso un pilota e corre attualmente nella IndyCar Series.

## Risultati in F1
| 1978 | Scuderia       | Vettura     |  |  |  |     |     |    |  |  |    |     |  |    |     |    |   |   |  | Punti | Pos. |
| ---- | -------------- | ----------- |  |  |  | --- | --- | -- |  |  | -- | --- |  | -- | --- | -- | - | - |  | ----- | ---- |
| 1978 | Hesketh Ensign | P308E MN177 |  |  |  | NPQ | NPQ | NQ |  |  | NQ | Rit |  | SQ | Rit | 10 | 8 | 6 |  | 1     | 19º  |

| 1979 | Scuderia       | Vettura           |    |    |    |     |    |    |    |  |  |  |   |  |  |     |     |  |  | Punti | Pos. |
| ---- | -------------- | ----------------- | -- | -- | -- | --- | -- | -- | -- |  |  |  | - |  |  | --- | --- |  |  | ----- | ---- |
| 1979 | Ensign Tyrrell | MN177 e MN178 009 | 11 | 13 | NQ | Rit | NQ | NQ | NQ |  |  |  | 8 |  |  | Rit | Rit |  |  | 0     |      |

| 1980 | Scuderia | Vettura   |   |    |     |   |   |     |    |   |    |     |     |     |     |     |  |  |  | Punti | Pos. |
| ---- | -------- | --------- | - | -- | --- | - | - | --- | -- | - | -- | --- | --- | --- | --- | --- |  |  |  | ----- | ---- |
| 1980 | Tyrrell  | 009 e 010 | 4 | 14 | Rit | 8 | 9 | Rit | 11 | 4 | 10 | Rit | Rit | Rit | Rit | Rit |  |  |  | 6     | 11º  |

| 1981 | Scuderia | Vettura |    |    |    |    |    |     |    |     |   |     |    |     |     |   |    |  |  | Punti | Pos. |
| ---- | -------- | ------- | -- | -- | -- | -- | -- | --- | -- | --- | - | --- | -- | --- | --- | - | -- |  |  | ----- | ---- |
| 1981 | March    | 811     | NQ | NQ | NQ | NQ | NQ | NPQ | 16 | Rit | 7 | Rit | 11 | Rit | Rit | 8 | NQ |  |  | 0     |      |

| 1982 | Scuderia          | Vettura          |    |     |     |  |     |   |   |   |   |   |   |     |     |   |     |   |  | Punti | Pos. |
| ---- | ----------------- | ---------------- | -- | --- | --- |  | --- | - | - | - | - | - | - | --- | --- | - | --- | - |  | ----- | ---- |
| 1982 | Theodore Williams | TY01 e TY02 FW08 | 14 | Rit | Rit |  | Rit | 6 | 5 | 7 | 5 | 5 | 7 | Rit | Rit | 9 | Rit | 6 |  | 8     | 13º  |

| Legenda | 1º posto     | 2º posto | 3º posto    | A punti         | Senza punti/Non class.  | Grassetto – Pole position Corsivo – Giro più veloce |
| Legenda | Squalificato | Ritirato | Non partito | Non qualificato | Solo prove/Terzo pilota | Grassetto – Pole position Corsivo – Giro più veloce |